# Sébastien Frangolacci
 (janvier 2025).
Si vous disposez d'ouvrages ou d'articles de référence ou si vous connaissez des sites web de qualité traitant du thème abordé ici, merci de compléter l'article en donnant les références utiles à sa vérifiabilité et en les liant à la section « Notes et références ».
Sébastien Frangolacci est un joueur de volley-ball français né le 31 mars 1976 à Champigny-sur-Marne (Val-de-Marne). Il mesure 1,92 m et joue réceptionneur-attaquant. Il totalise 99 sélections en équipe de France.

## Biographie
Sa polyvalence lui a permis de jouer à tous les postes, ainsi il a joué la seconde moitié de sa première saison au Tours Volley-Ball au poste de libero.
Il joue au Rennes Volley 35 de 2010 à 2014.
Après un an sans avoir joué en compétition, Sébastien reprend les chemins du parquet et signe à l'AS Sartrouville Volley-Ball, équipe entrainée par son ami Mathias Patin et évoluant en national 2 cette saison.[Quand ?]
Depuis la saison 2018-2019, Sébastien joue en Élite (N1) au CNM Charenton Volley-Ball, équipe entrainée par Xavier Ziani.[pertinence contestée]

## Clubs
| Club                        | De        | À         |
| --------------------------- | --------- | --------- |
| Asnières Volley 92          | 1995-1996 | 2000-2001 |
| Paris Volley                | 2001-2002 | 2004-2005 |
| Stade Poitevin              | 2005-2006 | 2005-2006 |
| Tours Volley-Ball           | 2006-2007 | 2007-2008 |
| Stade Poitevin              | 2008-2009 | 2009-2010 |
| Rennes Volley 35            | 2010-2011 | 2013-2014 |
| Paris Volley                | 2014-2015 | 2014-2015 |
|                             | 2015-2016 | 2015-2016 |
| AS Sartrouville Volley-Ball | 2016-2017 | 2016-2017 |
| Asnières Volley 92          | 2017-2018 | 2017-2018 |
| Charenton Volley-Ball       | 2018-2019 |           |

## Palmarès
- Ligue des champions
  - Finaliste : 2007
- Championnat de France (2)
  - Vainqueur : 2002, 2003
- Coupe de France (2)
  - Vainqueur : 2004, 2012
- Supercoupe de France (1)
  - Vainqueur : 2004